# 子材街道
子材街道，是中华人民共和国广西壮族自治区钦州市钦北区下辖的一个乡镇级行政单位。

## 行政区划
子材街道下辖以下地区：
永福社区、沙坡社区、白水塘社区、北营社区。